# Lady Gaga Enigma
«Lady Gaga Enigma» — концертная резиденция американской певицы Леди Гаги, которая проводится в амфитеатре «Park Theater» отеля «Park MGM», Лас-Вегас. Резиденция разделена на два шоу: «Enigma», где певица исполняет все свои главные хиты, и «Jazz and Piano», где она исполняет классические джазовые произведения из «Великого Американского Песенника», а также некоторые свои песни в соответствующей аранжировке. «Enigma» началась 18 декабря 2018 года, а «Jazz and Piano» — 20 января 2019 года.

## Сет-лист

### «Enigma»
1. «Just Dance»
2. «Poker Face»
3. «LoveGame»
4. «Dance in the Dark»
5. «Beautiful, Dirty, Rich»
6. «The Fame»
7. «Telephone»
8. «Applause»
9. «Paparazzi»
10. «Aura»
11. «Scheiße»
12. «Judas»
13. «Government Hooker»
14. «I’m Afraid of Americans»
15. «The Edge of Glory»
16. «Alejandro»
17. «Million Reasons»
18. «You and I»
19. «Bad Romance»
20. «Born This Way»

На бис
1. «Shallow»

### «Jazz and Piano»
1. «Luck Be a Lady»
2. «Anything Goes»
3. «Call Me Irresponsible»
4. «Orange Colored Sky»
5. «Poker Face»
6. «The Lady Is a Tramp»
7. «Cheek to Cheek»
8. «I Can’t Give You Anything but Love, Baby»
9. «Someone to Watch Over Me»
10. «Born This Way»
11. «Bang Bang (My Baby Shot Me Down)»
12. «Coquette»
13. «What a Diff’ rence a Day Made»
14. «Paparazzi»
15. «La Vie en rose»
16. «Just a Gigolo»
17. «Lush Life»
18. «Bad Romance»
19. «Fly Me to the Moon»

На бис
1. «New York, New York»